# 청천강
청천강(淸川江)은 서한만(황해)으로 유입하는 강이다. 옛 이름은 살수(薩水)이다. 랑림산맥에서 발원하며, 그 하류는 평안북도와 평안남도의 경계를 이룬다. 곡류가 심한 대동강과 압록강과는 달리 이 강은 거의 직선으로 흐르고, 유역형상은 평행형 유역이다.
청천강은 하류가 충적평야이다. 수량은 풍부하다. 25만 6000 kw의 전력을 생산할 수 있다. 이곳은 다우지지역이다.(특히 중상류지역에서 강수량이 풍부함)

## 살수 대첩
고구려 장수 을지문덕이 우문술, 우중문 등의 수나라 별동대 30만 명을 살수 대첩으로 궤멸시켰다.

## 청천강 전선
한국전쟁 때에 UN군이 10월 19일에 평양을 탈환한 후, 청천강까지 올라간 것을 말한다. 10월 26일에 대한민국이 압록강의 초산에 도착하였고, 서부 UN군은 청천강을 건넜지만 중화인민공화국의 온정리 전투로 청천강까지 다시 철수했다가, 11월 26일에 제2차 청천강 전투로 완전히 철수하였다.

## 같이 보기
- 살수 대첩
- 귀주대첩
- 강동 6주
- 대령강